# Olé ELO
Olé ELO es el segundo álbum recopilatorio del grupo británico Electric Light Orchestra, publicado por la compañía discográfica Jet Records en junio de 1976. El álbum, que cubre los primeros años del grupo, fue originalmente recopilado por United Artists Records como disco promocional para las cadenas de radio estadounidenses. Sin embargo, cuando varias copias comenzaron a venderse a seguidores del grupo, la compañía decidió publicarlo de forma oficial para capitalizar la creciente popularidad del grupo durante la época.
Las primeras copias de la edición estadounidense incluyeron las versiones completas de «Kuiama» y «Roll Over Beethoven» presentes en el álbum ELO 2. Sin embargo, posteriores ediciones de United Artists así como la reedición de Jet Records incluyeron versiones editadas de ambas canciones.
El álbum alcanzó el puesto 32 de la lista estadounidense Billboard 200 y fue certificado como disco de oro por la RIAA.

## Lista de canciones
Todas las canciones escritas y compuestas por Jeff Lynne excepto donde se anota. 
| Cara A |                       |              |          |  |
| N.º    | Título                | Escritor(es) | Duración |  |
| 1.     | «10538 Overture»      |              | 5:25     |  |
| 2.     | «Kuiama»              |              | 11:10    |  |
| 3.     | «Roll Over Beethoven» | Chuck Berry  | 8:02     |  |

| Cara B |                               |          |  |
| N.º    | Título                        | Duración |  |
| 1.     | «Showdown»                    | 4:12     |  |
| 2.     | «Ma-Ma-Ma Belle»              | 3:35     |  |
| 3.     | «Can't Get It Out of My Head» | 4:26     |  |
| 4.     | «Boy Blue»                    | 4:12     |  |
| 5.     | «Evil Woman»                  | 4:15     |  |
| 6.     | «Strange Magic»               | 4:05     |  |